# Командный чемпионат мира по русским шашкам
Командный чемпионат мира по русским шашкам — соревнование по шашкам, которое проводилось Секцией-64 FMJD (Всемирная федерация шашек), а позднее Международной федерацией шашек (IDF).
Проходит среди мужчин и среди женщин в классической, молниеносной (блиц) и быстрой (рапид) программах.

## Основная программа

### Мужчины
| Год  | Место               | Золото                                                                                                  | Серебро | Бронза                                                                                   |
| 2011 | Приморско, Болгария | «ШВСМ» Якутия Гаврил Колесов, Николай Стручков, Иван Токусаров                                          | «University» Якутия Андрей Федотов, Николай Гермогенов, А. Азаров                                                             | «ССШШ№7» Денис Дудко, Александр Караульный, Виктор Лунгу                                 |
| 2012 | Евпатория, Украина  | Казань Александр Шварцман Муродулло Амриллаев Дмитрий Цинман, Андрей Гнелицкий                          | Челябинск/Самара Сергей Белошеев Олег Дашков, Алексей Шонин                                                                   | Ярославль                                                                                |
| 2013 | Кранево, Болгария   | Тула Владимир Егоров Василий Егоров, Антон Созинов                                                      | Санкт-Петербург | Москва/Челябинск                                                                         |
| 2014 | Кранево, Болгария   | Украина                                                                                                 | СЗФО | ЦФО                                                                                      |
| 2015 | Кранево, Болгария   | Беларусь · Андрей Валюк, · Игорь Михальченко, · Николай Кадесников                                      | УРФО Олег Дашков, Антон Беликов, Алексей Шонин                                                                                | ЦФО                                                                                      |
| 2016 | Кранево, Болгария   | ЦФО | Москва | Санкт-Петербург                                                                          |
| 2017 | Кранево, Болгария   | Беларусь                                                                                                | Россия-1 | Россия-2                                                                                 |
| 2018 | Кранево, Болгария   | Литва · Арунас Норвайшас, · Richardas Valuzis, · Сигитас Смайдрис · Андрюс Кибартас                     | Россия · Александр Гетманский, · Григорий Гетманский, · Руслан Пещеров · Дмитрий Цинман, · Андрей Гнелицкий · Владимир Егоров | Беларусь · Андрей Валюк, · Игорь Михальченко, · Сергей Садовский · Евгений Кондраченко   |
| 2019 | Кранево, Болгария   | Россия · Дмитрий Цинман, · Дмитрий Мельников, · Антон Смирнов                                           | Беларусь · Андрей Валюк, · Игорь Михальченко, · Михаил Семенюк                                                                | Литва · Арунас Норвайшас, · Вилиус Алекнавичюс, · Алексей Домчев · Андрюс Кибартас       |
| 2021 | Кранево, Болгария   | Беларусь · Андрей Валюк, · Игорь Михальченко, · Алексей Куница                                          | Россия · Александр Шварцман, · Артём Агейкин, · Роман Щукин · Дмитрий Мельников, · Кирилл Дублин · Георгий Таранин            | Латвия · Гунтис Валнерис, · Роберт Мисанс, · Гунтарс Пурвиньш                            |
| 2022 | Кранево, Болгария   | TNA-2 Николай Стручков, Гаврил Колесов, Сергей Белошеев Муродулло Амриллаев, Роман Щукин Николай Гуляев | TNA-1 Андрей Валюк, Игорь Михальченко, Артём Тихонов                                                                          | Узбекистан · Рамазон Худойназаров, · Алишер Артыков, · Алиризо Салимов, · Лазиз Муралиев |
| 2025 | Манавгат, Турция    | | |                                                                                          |

### Женщины
| Год  | Место               | Золото                                                                              | Серебро                                                                          | Бронза                                                                                 |
| 2011 | Приморско, Болгария | «University» Якутия Степанида Кириллина, Саина Попова                               | «Албена» Антонина Лангина, Мария Гайдаржи                                        | «СДЮШОР ШШ» Санкт-Петербург Мария Крискевич, Екатерина Иванова                         |
| 2012 | Евпатория, Украина  | Украина · Юлия Макаренкова, · Виктория Мотричко                                     | Калуга                                                                           | «СДЮШОР ШШ» Санкт-Петербург                                                            |
| 2013 | Кранево, Болгария   | Санкт-Петербург Жанна Саршаева, Мария Крискевич, Екатерина Иванова Ника Леопольдова | Украина                                                                          | Свердловская область                                                                   |
| 2014 | Кранево, Болгария   | Санкт-Петербург                                                                     | Узбекистан-1                                                                     | ЦФО                                                                                    |
| 2015 | Кранево, Болгария   | Беларусь · Дарья Федорович, · Вера Хващинская                                       | Беларусь-2                                                                       | Санкт-Петербург                                                                        |
| 2016 | Кранево, Болгария   | Беларусь                                                                            | Беларусь-2                                                                       | Израиль                                                                                |
| 2017 | Кранево, Болгария   | Беларусь                                                                            | Молдова                                                                          | Узбекистан                                                                             |
| 2018 | Кранево, Болгария   | Беларусь · Дарья Федорович, · Вера Хващинская · Анастасия Барышева                  | Молдова · Елена Сковитина, · Мария Гайдаржи                                      | Россия · Светлана Стрельцова, · Мария Крискевич, · Анна Филипенко · Алиса Ширяева      |
| 2019 | Кранево, Болгария   | Беларусь                                                                            | Молдова                                                                          | Узбекистан                                                                             |
| 2021 | Кранево, Болгария   | Беларусь · Яна Якубович, · Вера Хващинская                                          | Молдова · Елена Сковитина, · Мария Гайдаржи                                      | Россия · Светлана Стрельцова, · Мария Крискевич, · Екатерина Гротгус · Арина Лушникова |
| 2022 | Кранево, Болгария   | TNA-1 Виктория Николаева, Вера Хващинская                                           | TNA-2 Жанна Бупеева, Кристина Ватолина, Светлана Стрельцова, Сандаара Апросимова | Казахстан · Алтынай Джумагальдиева, · Тогжан Тажибекова                                |
| 2025 | Манавгат, Турция    |                                                                                     |                                                                                  |                                                                                        |

## Молниеносная программа

### Мужчины
| Год  | Место              | Золото | Серебро                                              | Бронза                                                               |
| 2012 | Евпатория, Украина | Казань | Челябинск/Самара                                     | «SDUSHOR SHSH» Санкт-Петербург                                       |
| 2013 | Кранево, Болгария  | Тула | Украина                                              | Казахстан                                                            |
| 2014 | Кранево, Болгария  | Беларусь | ЦФО                                                  | ПФО                                                                  |
| 2015 | Кранево, Болгария  | Беларусь | ДФО                                                  | Украина                                                              |
| 2016 | Кранево, Болгария  | Беларусь | Санкт-Петербург                                      | СЗФО                                                                 |
| 2017 | Кранево, Болгария  | Беларусь | ЦФО                                                  | Украина                                                              |
| 2018 | Кранево, Болгария  | Беларусь | Литва                                                | Россия                                                               |
| 2019 | Кранево, Болгария  | Литва | Беларусь                                             | Россия                                                               |
| 2021 | Кранево, Болгария  | Беларусь | Россия                                               | Литва                                                                |
| 2022 | Кранево, Болгария  | TNA-2 Александр Гетманский, Гаврил Колесов, Сергей Белошеев Муродулло Амриллаев, Роман Щукин Николай Гуляев | TNA-1 Андрей Валюк, Игорь Михальченко, Артём Тихонов | Замбия · Уильям Кристиан Чинзеве, · Элайджа Чанда, · Дингсвайо Джере |
| 2025 | Манавгат, Турция   | |                                                      |                                                                      |

### Женщины
| Год  | Место               | Золото                                    | Серебро                                                                    | Бронза                                                  |
| 2011 | Приморско, Болгария | «University» Якутия                       | «Албена»                                                                   | «SDUSHOR SHSH» Санкт-Петербург                          |
| 2012 | Евпатория, Украина  | Украина                                   | DUSSH SAYHUN                                                               | «SDUSHOR SHSH» Санкт-Петербург                          |
| 2013 | Кранево, Болгария   | Санкт-Петербург                           | Узбекистан                                                                 | Украина                                                 |
| 2014 | Кранево, Болгария   | Беларусь-1                                | СЗФО                                                                       | Санкт-Петербург                                         |
| 2015 | Кранево, Болгария   | Беларусь                                  | ЦФО                                                                        | Санкт-Петербург                                         |
| 2016 | Кранево, Болгария   | Беларусь                                  | Молдова                                                                    | Беларусь-2                                              |
| 2017 | Кранево, Болгария   | Беларусь                                  | Молдова                                                                    | Узбекистан                                              |
| 2018 | Кранево, Болгария   | Беларусь                                  | Молдова                                                                    | Россия                                                  |
| 2019 | Кранево, Болгария   | Беларусь                                  | Узбекистан                                                                 | Молдова                                                 |
| 2021 | Кранево, Болгария   | Молдова                                   | Беларусь                                                                   | Латвия                                                  |
| 2022 | Кранево, Болгария   | TNA-1 Виктория Николаева, Вера Хващинская | TNA-2 Жанна Бупеева, Кристина Ватолина, Юлия Журавская Дайаана Кондратьева | Казахстан · Алтынай Джумагальдиева, · Тогжан Тажибекова |
| 2025 | Манавгат, Турция    |                                           |                                                                            |                                                         |

## Быстрая программа

### Мужчины
| Год  | Место              | Золото   | Серебро          | Бронза          |
| 2012 | Евпатория, Украина | Казань   | Челябинск/Самара | Ярославль       |
| 2013 | Кранево, Болгария  | Тула     | Москва/Челябинск | Нижний Новгород |
| 2017 | Кранево, Болгария  | Беларусь | Санкт-Петербург  | ЦФО             |
| 2025 | Манавгат, Турция   |          |                  |                 |

### Женщины
| Год  | Место               | Золото              | Серебро    | Бронза                         |
| 2011 | Приморско, Болгария | «University» Якутия | «Албена»   | «SDUSHOR SHSH» Санкт-Петербург |
| 2012 | Евпатория, Украина  | Украина             | Калуга     | DUSSH SAYHUN                   |
| 2013 | Кранево, Болгария   | Санкт-Петербург     | Узбекистан | Красноярск                     |
| 2017 | Кранево, Болгария   | Беларусь            | Якутия     | Молдова                        |
| 2025 | Манавгат, Турция    |                     |            |                                |